# Anna Haava
Anna Haava, née en 1864 à Kodavere et morte en 1957 à Tartu, est une poétesse estonienne.

## Biographie
Anna Haava naît en 1864 à Kodavere dans une famille rurale. Les trois premiers recueils de poèmes, Luuetused I (1888), II (1890) et III (1897) constituent le meilleur de son œuvre.
Elle meurt en 1957 à Tartu.